# 현대건설그룹
현대건설그룹(現代建設그룹, Hyundai Construction & Engineering Group)은 2001년부터 2011년까지 현대건설(주)를 중심으로 존재하였던 기업집단이다.

## 개요
2001년 8월 현대건설은 현대그룹의 유동성위기로 부도를 맞아 현대그룹에서 분리되어 채권단 관리하에 경영이 이루어진다. 이에 따라 건설사업중심의 현대건설 기업집단(현대건설그룹)을 형성하게 되며, 전문경영체제가 확립되었다. 주력사인 현대건설(주)은 2008년 국내 건설사 시공능력평가 1위 자리를 탈환한 바 있으며 2018년 현재 2위를 기록하고 있다. 

2009년 9월 자회사로 인천국제공항철도를 운영하는 공항철도를 한국철도공사에 매각하였다.
2011년 현대건설 M&A의 우선협상대상자로 낙점된 현대자동차그룹이 같은해 3월 9일 현대건설 인수합병 본계약을 체결하였다. 이에 따라 현대건설(주)와 종속회사(자회사)들이 4월에 현대자동차그룹으로 모두 흡수되었다. 

2014년 1월 현대엔지니어링주식회사와 현대엠코주식회사 간 합병이 결의되었으며, 4월 2일 현대엔지니어링이 현대엠코를 흡수 합병했다.

## 현대건설(주) 관계사
- 현대건설
- 현대엔지니어링
- 현대스틸산업
- 현대종합설계건축사사무소

## 같이 보기
- 현대자동차그룹 - 2011년 인수